# Кондратьев, Сергей Петрович (филолог)
Сергей Петрович Кондра́тьев (1872, Алтыновка, Черниговская губерния — 1964) — российский филолог-классик и переводчик.

## Биография
Родился в семье небогатого почтового чиновника.
Переехал в Москву к тётке, которая усыновила его и дала свою фамилию. В 1902 году поступил в Московский университет. Окончив в 1906 году историко-филологический факультет Московского университета, начал преподавать древнегреческий и латинский языки в московских гимназиях, читал лекции по латинскому языку на Высших женских курсах. В этом же году опубликовал комментарий к избранным стихотворениям Овидия.
В 1918—1923 годах возглавлял отдел народного образования в Звенигороде, одновременно работал в организации по охране памятников старины и искусства. С 1924 года снова в Москве, читал курсы древней и средневековой истории на рабфаке и историю культуры на Высших технических курсах; заведовал лекционным отделом Московской железной дороги. В 1932—1933 годах был постоянным сотрудником издательства «Academia». В 1944—1948 годах — старший научный сотрудник сектора древней истории Института истории АН СССР. С 1947 года профессор классической филологии в Московском государственном педагогическом институте.
Среди основных переводов С. П. Кондратьева — «Описание Эллады» Павсания, «Дафнис и Хлоя» Лонга, «Римская история» Аппиана Александрийского, «Авторы жизнеописаний Августов», «Тайная история» Прокопия Кесарийского, письма Платона, различная древнегреческая поэзия. Кондратьеву также принадлежит авторство неоднократно переиздававшегося школьного учебника латинского языка (1948, в соавторстве с А. И. Васнецовым) и хрестоматии латинских поэтов.
Похоронен на Введенском кладбище (5 уч.).